# Анастасьєвка (зупинний пункт)
Зупинний пункт Анастасьєвка — не діючий (станом на 2024 рік) зупинний пункт приміських поїздів в околицях села Анастасьєвка, Льовшинка, Семенівка, Шапошникове Льговського району і Машкине, Генералівка, Ісаківка, Мерзлівка, Івниця, Червоне Селище Суджанського району Курської області, перегін Локинська-Льгов.
Фігурує в документах Північно-Донецької залізниці як проєктований роз'їзд у 1916 році. Відкритий у 1925 році як непасажирський роз'їзд 29-ї версти, з 1926 по 1996 рік тут зупиняються потяги далекого пасажирського сполучення, до 2013 року — приміські потяги. Під сучасною назвою фігурує з 1926 року.